# Альфузозин
Альфузозин (англ. Alfuzosin, лат. Alfuzosinum) — синтетичний антигіпертензивний препарат та препарат для лікування доброякісної гіперплазії передміхурової залози, що належить до групи альфа-адреноблокаторів., та є похідним хіназоліну. Альфузозин застосовується перорально. Альфузозин уперше синтезований у лабораторії компанії «Synthelabo» (яка пізніше стала частиною компанії «Sanofi») у 1979 році, запатентований у 1982 році, та застосовується у клінічній практиці з 1995 року.

## Фармакологічні властивості
Альфузозин — синтетичний лікарський препарат, що належить до групи альфа-адреноблокаторів. Механізм дії препарату полягає у селективному блокуванні постсинаптичних α1-адренорецепторів, що призводить до усунення дії α-адреностимулюючих гормонів (катехоламінів) на судини. Наслідком цього є розширення периферичних судин, зниження периферичного опору судин та зниження артеріального тиску. Препарат також зменшує переднавантаження на серце, а унаслідок розширення під час його дії периферичних вен зменшує також післянавантаження на серце. Альфузозин початково застосовувався для лікування артеріальної гіпертензії, проте натепер він не є препаратом першої лінії для лікування гіпертензії. Альфузозин також спричинює розслаблення гладеньких м'язів простати і її капсули, а також шийки сечового міхура, наслідком чого є зменшення опору і тиску в сечових шляхах. Унаслідок цього альфузозин переважно застосовується при гіперплазії передміхурової залози та інших захворюваннях, при яких спостерігається затримка сечі.

### Фармакокінетика
Альфузозин швидко та добре всмоктується у шлунково-кишковому тракті, проте біодоступність препарату складає лише 45—53 % (у зв'язку із значним пресистемним метаболізмом препарату), при застосуванні форм із сповільненим вивільненням біодоступність альфузозину збільшується. Максимальна концентрація альфузозину в крові досягається протягом 1 години після прийому препарату, при застосуванні форм із сповільненим вивільненням цей час збільшується до 9 годин. Препарат добре (на 90 %) зв'язується з білками плазми крові. Даних за проникнення альфузозину через плацентарний бар'єр та за виділення в грудне молоко препарату немає. Метаболізується препарат у печінці з утворенням неактивних метаболітів. Виводиться альфузозин із організму переважно із калом (до 91 %), близько 15 % препарату виводиться із сечею. Період напіввиведення альфузозину становить 8—9 годин, даних за зміну цього часу при порушеннях функції печінки та нирок немає.

## Покази до застосування
Альфузозин застосовують для лікування доброякісної гіперплазії передміхурової залози.

## Побічна дія
При застосуванні альфузозину найчастішими побічними ефектами є ортостатична артеріальна гіпотензія, яка виникає при прийомі препарату в стоячому положенні, тахікардія, задишка, запаморочення унаслідок падіння артеріального тиску. Іншими побічними ефектами препарату є:
- Алергічні реакції — шкірний висип, свербіж шкіри, набряк Квінке, кропив'янка.
- З боку травної системи — нудота, діарея, сухість у роті, біль у животі.
- З боку нервової системи — головний біль, вертиго, швидка втомлюваність, втрата свідомості, сонливість, інтраопераційний синдром атонічної райдужки, порушення зору.
- Інші побічні ефекти — припливи крові, периферичні набряки, біль у грудній клітці, пріапізм.

## Протипоказання
Альфузозин протипоказаний при підвищеній чутливості до препарату або застосуванні інших альфа-адреноблокаторів, при вагітності та годуванні грудьми, дітям, при схильності до ортостатичної гіпотензії, при нирковій або печінковій недостатності.

## Форми випуску
Альфузозин випускається у вигляді таблеток по 0,005 і 0,01 г.